# 홍남초등학교
홍남초등학교(洪南初等學校)는 대한민국 충청남도 홍성군에 있는 공립 초등학교이다.

## 학교 연혁
- 1963년 2월 10일 홍남국민학교 개교(7학급)
- 1985년 9월 11일 병설유치원 개원
- 1996년 3월 1일 홍남초등학교로 개명
- 2010년 9월 1일 병설유치원 폐원
- 2011년 12월 21일 유네스코 학교 지정
- 2015년 2월 13일 제52회 졸업식 (졸업생 13,587명)
- 2015년 3월 1일 초등학교 49학급(특수2)편성

## 참고 자료
- 홍남초등학교 - 한국교육학술정보원 학교알리미